# Copa del Rey de Campeones 2023-24
La Copa del Rey de Campeones 2023-24, o también llamada Copa de la Custodia de las Dos Mesquitas Sagradas 2023-24, fue la 49.ª edición de la Copa del Rey de Campeones desde su establecimiento en 1957. El torneo empezó el 24 de septiembre de 2023 y concluyó con la final el 31 de mayo de 2024. El ganador del torneo clasificó a la Liga de Campeones 2 de la AFC 2024-25.
Para esta edición, el torneo se aumentó de 16 a 32 equipos, además de los pertenecientes a la Liga Profesional Saudí 2023-24, ingresaron los de la Segunda División Saudí. Esta edición de la Copa del Rey marcó el retorno del Al-Ahli, el equipo más laureado de la competición, tras una temporada de ausencia.
Al-Hilal partió como el campeón defensor después de ganar su décimo título la temporada pasada.

## Equipos participantes
Un total de 32 equipos participaron en esta edición. Fueron 18 pertenecientes a la Liga Profesional Saudí y 14 de la Segunda División Saudí.
| Liga             | Equipos | Liga             | Equipos |
| ---------------- | --- | ---------------- | --- |
| Liga Profesional | - Abha - Al-Ahli - Al-Ettifaq - Al-Fateh - Al-Fayha - Al-Hazem - Al-Hilal - Al-Ittihad - Al-Nassr - Al-Okhdood - Al-Raed - Al-Riyadh - Al-Shabab - Al-Taawoun - Al-Tai - Al-Wehda - Damac - Khaleej Club | Segunda División | - Al-Adalah - Al-Ain - Al-Arabi - Al-Batin - Al-Faisaly - Al-Jabalain - Al-Kholood - Al-Najma - Al-Orobah - Al-Qadsiah - Al-Qaisumah - Hajer - Jeddah - Ohod |

## Primera ronda
El sorteo se realizó el 19 de julio de 2023, los partidos tuvieron lugar del 24 al 27 de septiembre de 2023.
| Equipo 1     | Resultado    | Equipo 2    |
| ------------ | ------------ | ----------- |
| Al-Taawoun   | 2–0          | Al-Qadsiah  |
| Al-Ettifaq   | 4–0          | Jeddah      |
| Al-Hazem     | 3–1          | Al-Arabi    |
| Al-Shabab    | 2–1          | Al-Batin    |
| Al-Jabalain  | 0–1          | Al-Hilal    |
| Al-Najma     | 2–1          | Al-Raed     |
| Damac        | 2–1          | Al-Qaisumah |
| Ohod         | 1–5          | Al-Nassr    |
| Al-Ain       | 2–3          | Al-Ahli     |
| Al-Riyadh    | 1–2          | Al-Fayha    |
| Al-Faisaly   | 2–0          | Al-Tai      |
| Al-Kholood   | 1–1 (6–7 p.) | Al-Ittihad  |
| Al-Orobah    | 0–2          | Al-Wehda    |
| Al-Fateh     | 3–1          | Al-Okhdood  |
| Abha         | 1–0          | Hajer       |
| Khaleej Club | 2–0          | Al-Adalah   |

## Cuadro de desarrollo
|  | Octavos de final | Octavos de final | Octavos de final |              |            | Cuartos de final | Cuartos de final | Cuartos de final |  |            | Semifinales | Semifinales | Semifinales |  |          | Final    | Final | Final |  |
|  |                  |                  |                  |              |            |                  |                  |                  |  |            |             |             |             |  |          |          |       |       |  |
|  |                  |                  |                  |              |            |                  |                  |                  |  |            |             |             |             |  |          |          |       |       |  |
|  | Al-Najma         | Al-Najma         | 0                |              |            |                  |                  |                  |  |            |             |             |             |  |          |          |       |       |  |
|  | Al-Najma         | Al-Najma         | 0                |              |            |                  |                  |                  |  |            |             |             |             |  |          |          |       |       |  |
|  | Al-Faisaly       | Al-Faisaly       | 3                |              |            |                  |                  |                  |  |            |             |             |             |  |          |          |       |       |  |
|  | Al-Faisaly       | Al-Faisaly       | 3                |              | Al-Faisaly | Al-Faisaly       | 0                |                  |  |            |             |             |             |  |          |          |       |       |  |
|  |                  |                  |                  |              | Al-Faisaly | Al-Faisaly       | 0                |                  |  |            |             |             |             |  |          |          |       |       |  |
|  |                  |                  | Al-Ittihad       | Al-Ittihad   | 4          |                  |                  |                  |  |            |             |             |             |  |          |          |       |       |  |
|  | Al-Fayha         | Al-Fayha         | Al-Ittihad       | Al-Ittihad   | 4          | 0                |                  |                  |  |            |             |             |             |  |          |          |       |       |  |
|  | Al-Fayha         | Al-Fayha         |                  |              |            |                  |                  |                  |  |            |             |             |             |  |          |          |       |       |  |
|  | Al-Ittihad       | Al-Ittihad       | 3                |              |            |                  |                  |                  |  |            |             |             |             |  |          |          |       |       |  |
|  | Al-Ittihad       | Al-Ittihad       | 3                |              |            |                  |                  |                  |  | Al-Ittihad | Al-Ittihad  | 1           |             |  |          |          |       |       |  |
|  |                  |                  |                  |              |            |                  |                  |                  |  | Al-Ittihad | Al-Ittihad  | 1           |             |  |          |          |       |       |  |
|  |                  |                  | Al-Hilal         | Al-Hilal     | 2          |                  |                  |                  |  |            |             |             |             |  |          |          |       |       |  |
|  | Al-Hilal         | Al-Hilal         | Al-Hilal         | Al-Hilal     | 2          | 3                |                  |                  |  |            |             |             |             |  |          |          |       |       |  |
|  | Al-Hilal         | Al-Hilal         |                  |              |            |                  |                  |                  |  |            |             |             |             |  |          |          |       |       |  |
|  | Al-Hazem         | Al-Hazem         | 0                |              |            |                  |                  |                  |  |            |             |             |             |  |          |          |       |       |  |
|  | Al-Hazem         | Al-Hazem         | 0                |              | Al-Hilal   | Al-Hilal         | 3                |                  |  |            |             |             |             |  |          |          |       |       |  |
|  |                  |                  |                  |              | Al-Hilal   | Al-Hilal         | 3                |                  |  |            |             |             |             |  |          |          |       |       |  |
|  |                  |                  | Al-Taawoun       | Al-Taawoun   | 0          |                  |                  |                  |  |            |             |             |             |  |          |          |       |       |  |
|  | Al-Taawoun       | Al-Taawoun       | Al-Taawoun       | Al-Taawoun   | 0          | 2                |                  |                  |  |            |             |             |             |  |          |          |       |       |  |
|  | Al-Taawoun       | Al-Taawoun       |                  |              |            |                  |                  |                  |  |            |             |             |             |  |          |          |       |       |  |
|  | Al-Wehda         | Al-Wehda         | 0                |              |            |                  |                  |                  |  |            |             |             |             |  |          |          |       |       |  |
|  | Al-Wehda         | Al-Wehda         | 0                |              |            |                  |                  |                  |  |            |             |             |             |  | Al-Hilal | Al-Hilal | 1 (5) |       |  |
|  |                  |                  |                  |              |            |                  |                  |                  |  |            |             |             |             |  | Al-Hilal | Al-Hilal | 1 (5) |       |  |
|  |                  |                  | Al-Nassr         | Al-Nassr     | 1 (4)      |                  |                  |                  |  |            |             |             |             |  |          |          |       |       |  |
|  | Al-Fateh         | Al-Fateh         | Al-Nassr         | Al-Nassr     | 1 (4)      | 1                |                  |                  |  |            |             |             |             |  |          |          |       |       |  |
|  | Al-Fateh         | Al-Fateh         |                  |              |            |                  |                  |                  |  |            |             |             |             |  |          |          |       |       |  |
|  | Al-Shabab        | Al-Shabab        | 2                |              |            |                  |                  |                  |  |            |             |             |             |  |          |          |       |       |  |
|  | Al-Shabab        | Al-Shabab        | 2                |              | Al-Shabab  | Al-Shabab        | 2                |                  |  |            |             |             |             |  |          |          |       |       |  |
|  |                  |                  |                  |              | Al-Shabab  | Al-Shabab        | 2                |                  |  |            |             |             |             |  |          |          |       |       |  |
|  |                  |                  | Al-Nassr         | Al-Nassr     | 5          |                  |                  |                  |  |            |             |             |             |  |          |          |       |       |  |
|  | Al-Nassr         | Al-Nassr         | Al-Nassr         | Al-Nassr     | 5          | 1                |                  |                  |  |            |             |             |             |  |          |          |       |       |  |
|  | Al-Nassr         | Al-Nassr         |                  |              |            |                  |                  |                  |  |            |             |             |             |  |          |          |       |       |  |
|  | Al-Ettifaq       | Al-Ettifaq       | 0                |              |            |                  |                  |                  |  |            |             |             |             |  |          |          |       |       |  |
|  | Al-Ettifaq       | Al-Ettifaq       | 0                |              |            |                  |                  |                  |  | Al-Nassr   | Al-Nassr    | 3           |             |  |          |          |       |       |  |
|  |                  |                  |                  |              |            |                  |                  |                  |  | Al-Nassr   | Al-Nassr    | 3           |             |  |          |          |       |       |  |
|  |                  |                  | Khaleej Club     | Khaleej Club | 1          |                  |                  |                  |  |            |             |             |             |  |          |          |       |       |  |
|  | Al-Ahli          | Al-Ahli          | Khaleej Club     | Khaleej Club | 1          | 1                |                  |                  |  |            |             |             |             |  |          |          |       |       |  |
|  | Al-Ahli          | Al-Ahli          |                  |              |            |                  |                  |                  |  |            |             |             |             |  |          |          |       |       |  |
|  | Abha             | Abha             | 2                |              |            |                  |                  |                  |  |            |             |             |             |  |          |          |       |       |  |
|  | Abha             | Abha             | 2                |              | Abha       | Abha             | 1                |                  |  |            |             |             |             |  |          |          |       |       |  |
|  |                  |                  |                  |              | Abha       | Abha             | 1                |                  |  |            |             |             |             |  |          |          |       |       |  |
|  |                  |                  | Khaleej Club     | Khaleej Club | 2          |                  |                  |                  |  |            |             |             |             |  |          |          |       |       |  |
|  | Khaleej Club     | Khaleej Club     | Khaleej Club     | Khaleej Club | 2          | 1 (6)            |                  |                  |  |            |             |             |             |  |          |          |       |       |  |
|  | Khaleej Club     | Khaleej Club     |                  |              |            |                  |                  |                  |  |            |             |             |             |  |          |          |       |       |  |
|  | Damac            | Damac            | 1 (5)            |              |            |                  |                  |                  |  |            |             |             |             |  |          |          |       |       |  |
|  | Damac            | Damac            | 1 (5)            |              |            |                  |                  |                  |  |            |             |             |             |  |          |          |       |       |  |
|  |                  |                  |                  |              |            |                  |                  |                  |  |            |             |             |             |  |          |          |       |       |  |

## Octavos de final
El sorteo se realizó el 27 de septiembre de 2023, los partidos tuvieron lugar el 30 y 31 de octubre de 2023.
| Equipo 1     | Resultado    | Equipo 2   |
| ------------ | ------------ | ---------- |
| Al-Najma     | 0–3          | Al-Faisaly |
| Khaleej Club | 1–1 (6–5 p.) | Damac      |
| Al-Hilal     | 3–0          | Al-Hazem   |
| Al-Fayha     | 0–3          | Al-Ittihad |
| Al-Ahli      | 1–2          | Abha       |
| Al-Nassr     | 1–0          | Al-Ettifaq |
| Al-Fateh     | 1–2          | Al-Shabab  |
| Al-Taawoun   | 2–0          | Al-Wehda   |

## Cuartos de final
Los partidos tuvieron lugar el 11 de diciembre de 2023 y 4 de febrero de 2024.
| Equipo 1   | Resultado | Equipo 2     |
| ---------- | --------- | ------------ |
| Abha       | 1–2       | Khaleej Club |
| Al-Hilal   | 3–0       | Al-Taawoun   |
| Al-Shabab  | 2–5       | Al-Nassr     |
| Al-Faisaly | 0–4       | Al-Ittihad   |

## Semifinales
Los partidos se disputaron el 30 de abril de 2024 y el 1 de mayo de 2024.
| Equipo 1   | Resultado | Equipo 2     |
| ---------- | --------- | ------------ |
| Al-Ittihad | 1–2       | Al-Hilal     |
| Al-Nassr   | 3–1       | Khaleej Club |

## Final
| 31 de mayo de 2024 | Al-Hilal                                                                             | 1 – 1 (t. s.)(5 – 4 p.)    | Al-Nassr                                                                | Ciudad Deportiva del Rey Abdalá, Yeda                     |                                                           |
| 21:00 AST (UTC+3)  | Mitrović 7'                                                                          | Reporte                    | Aiman 88'                                                               | Asistencia: 56 870 espectadores Árbitro(s): Darío Herrera | Asistencia: 56 870 espectadores Árbitro(s): Darío Herrera |
|                    |                                                                                      | Tiros desde el punto penal |                                                                         |                                                           |                                                           |
|                    | - Rúben Neves - Mitrović - Kanno - Tambakti - Al-Hamdan - Abdulhamid - N. Al-Dawsari |                            | - Telles - Ronaldo - Al-Najei - Ghareeb - Lajami - Al-Hassan - Al-Nemer |                                                           |                                                           |

|                              |
| Bandera de Arabia Saudita    |
| Campeón Al-Hilal 11.º título |